# 大阪都市圏
大阪都市圏（おおさかとしけん）は、大阪府大阪市を中心とする都市経済地域で、大阪市と周辺の都市を一体的に指す呼称である。

## 概要
大阪市を中心とする都市圏を指すが、その範囲は大阪市とその隣接市を指す場合や近畿圏とも呼ぶ地域と同一の場合など、用いる状況により異なる。都市雇用圏（10%通勤圏）によれば中心市に大阪市のほか、堺市・東大阪市・八尾市が含まれる。その圏域は奈良県、兵庫県、京都府、和歌山県におよび、約1208万人（2015年）の人口を擁する日本第2位の都市圏を形成している。域内総生産は45.4兆円である。
大阪市への流入超過人口は85万人であり、昼間人口は354万人となって、横浜市の昼間人口を越える。

### 京阪神大都市圏
大阪市の周辺を見ると、京都市・神戸市・姫路市・和歌山市などがそれぞれ中心機能を持って通勤・通学者を求心し、各々昼間人口が常住人口を越えているため、個別の都市圏を形成していると見なす定義もある。
- 京都都市圏：280万1044人、京都市への通勤・通学人口図 (PDF)
- 神戸都市圏：241万9973人、神戸市への通勤・通学人口図 (PDF)
- 姫路都市圏：77万3389人、姫路市への通勤・通学人口図 (PDF)
- 和歌山都市圏：56万9758人、和歌山市への通勤・通学人口図 (PDF)

これらを連結した都市圏と見なす総務省の定義では、大阪市・京都市・神戸市・堺市を中心市とした1.5%都市圏が設定され、近畿大都市圏と称されている。近畿大都市圏は、人口が1930万2746人（2015年国勢調査）を抱える三大都市圏一つであり、世界有数のメトロポリスでもある。その中でも大阪市は業務機能の点で飛び抜けており首座都市である。

## 定義

### 10%都市圏

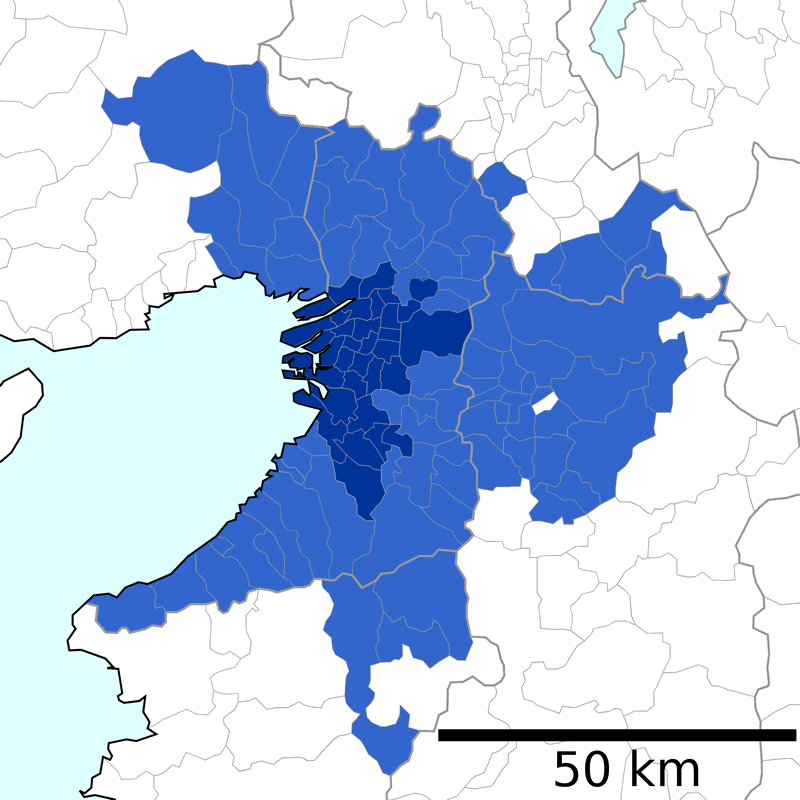
大阪都市圏（都市雇用圏）の範囲。は中心都市。

2015年（平成27年）国勢調査「常住地による従業・通学市区町村別15歳以上就業者及び15歳以上通学者数」に基づいた、大阪市・堺市・東大阪市・門真市を中心市とする都市雇用圏（10%通勤圏）の人口は約1208万人。
その中で通勤率が最も高い自治体は大阪府大阪狭山市の47.4%であり、以下は通勤率上位20の自治体である。
| 順位 | 府県   | 自治体     | 通勤率 |
| ---- | ------ | ---------- | ------ |
| 1    | 大阪府 | 大阪狭山市 | 47.4%  |
| 2    | 大阪府 | 高石市     | 46.7%  |
| 3    | 大阪府 | 松原市     | 42.4%  |
| 4    | 大阪府 | 大東市     | 42.4%  |
| 5    | 大阪府 | 守口市     | 41.7%  |
| 6    | 奈良県 | 生駒市     | 39.8%  |
| 7    | 大阪府 | 八尾市     | 38.3%  |
| 8    | 大阪府 | 吹田市     | 37.8%  |
| 9    | 大阪府 | 和泉市     | 37.4%  |
| 10   | 大阪府 | 河内長野市 | 36.6%  |
| 11   | 大阪府 | 四條畷市   | 35.9%  |
| 12   | 大阪府 | 豊中市     | 34.5%  |
| 13   | 大阪府 | 富田林市   | 34.3%  |
| 14   | 大阪府 | 藤井寺市   | 34.1%  |
| 15   | 大阪府 | 泉大津市   | 33.0%  |
| 16   | 大阪府 | 羽曳野市   | 32.7%  |
| 17   | 大阪府 | 寝屋川市   | 32.1%  |
| 18   | 奈良県 | 王寺町     | 30.6%  |
| 19   | 大阪府 | 柏原市     | 30.4%  |
| 20   | 奈良県 | 三郷町     | 28.8%  |

#### 都市圏の変遷
都市雇用圏（10% 通勤圏）の変遷
- 10% 通勤圏に入っていない自治体は、各統計年の欄で灰色かつ「-」で示す。

| 府県     | 自治体 ('80) | 1980年                   | 1990年                   | 1995年                   | 2000年                   | 2005年                   | 2010年                   | 2015年                   | 自治体 （現在） |
| -------- | ------------ | ------------------------ | ------------------------ | ------------------------ | ------------------------ | ------------------------ | ------------------------ | ------------------------ | --------------- |
| 三重県   | 上野市       | 上野 都市圏 8万7948人    | 上野 都市圏 8万9803人    | 上野 都市圏 9万1743人    | 上野 都市圏 10万0382人   | 伊賀 都市圏 19万0804人   | 伊賀 都市圏 18万8673人   | 伊賀 都市圏 17万9010人   | 伊賀市          |
| 三重県   | 伊賀町       | 上野 都市圏 8万7948人    | 上野 都市圏 8万9803人    | 上野 都市圏 9万1743人    | 上野 都市圏 10万0382人   | 伊賀 都市圏 19万0804人   | 伊賀 都市圏 18万8673人   | 伊賀 都市圏 17万9010人   | 伊賀市          |
| 三重県   | 阿山町       | 上野 都市圏 8万7948人    | 上野 都市圏 8万9803人    | 上野 都市圏 9万1743人    | 上野 都市圏 10万0382人   | 伊賀 都市圏 19万0804人   | 伊賀 都市圏 18万8673人   | 伊賀 都市圏 17万9010人   | 伊賀市          |
| 三重県   | 大山田村     | 上野 都市圏 8万7948人    | 上野 都市圏 8万9803人    | 上野 都市圏 9万1743人    | 上野 都市圏 10万0382人   | 伊賀 都市圏 19万0804人   | 伊賀 都市圏 18万8673人   | 伊賀 都市圏 17万9010人   | 伊賀市          |
| 三重県   | 島ヶ原村     | 上野 都市圏 8万7948人    | 上野 都市圏 8万9803人    | 上野 都市圏 9万1743人    | 上野 都市圏 10万0382人   | 伊賀 都市圏 19万0804人   | 伊賀 都市圏 18万8673人   | 伊賀 都市圏 17万9010人   | 伊賀市          |
| 三重県   | 青山町       | 大阪 都市圏 1117万0018人 | 大阪 都市圏 1184万2283人 | 大阪 都市圏 1200万7663人 | 大阪 都市圏 1211万6540人 | 伊賀 都市圏 19万0804人   | 伊賀 都市圏 18万8673人   | 伊賀 都市圏 17万9010人   | 伊賀市          |
| 三重県   | 名張市       | 大阪 都市圏 1117万0018人 | 大阪 都市圏 1184万2283人 | 大阪 都市圏 1200万7663人 | 大阪 都市圏 1211万6540人 | 伊賀 都市圏 19万0804人   | 伊賀 都市圏 18万8673人   | 伊賀 都市圏 17万9010人   | 名張市          |
| 京都府   | 八幡市       | 大阪 都市圏 1117万0018人 | 大阪 都市圏 1184万2283人 | 大阪 都市圏 1200万7663人 | 大阪 都市圏 1211万6540人 | 大阪 都市圏 1215万6918人 | 大阪 都市圏 1223万8814人 | 大阪 都市圏              | 八幡市          |
| 京都府   | 田辺町       | 京都 都市圏              | 京都 都市圏              | 京都 都市圏              | 京都 都市圏              | 大阪 都市圏 1215万6918人 | 大阪 都市圏 1223万8814人 | 京都 都市圏              | 京田辺市        |
| 京都府   | 木津町       | 大阪 都市圏              | 大阪 都市圏              | 大阪 都市圏              | 大阪 都市圏              | 大阪 都市圏 1215万6918人 | 大阪 都市圏 1223万8814人 | 大阪 都市圏              | 木津川市        |
| 京都府   | 加茂町       | 大阪 都市圏              | 大阪 都市圏              | 大阪 都市圏              | 大阪 都市圏              | 大阪 都市圏 1215万6918人 | 大阪 都市圏 1223万8814人 | 大阪 都市圏              | 木津川市        |
| 京都府   | 山城町       | -                        | -                        | -                        | -                        | -                        | 大阪 都市圏 1223万8814人 | 大阪 都市圏              | 木津川市        |
| 京都府   | 南山城村     | 大阪 都市圏              | 大阪 都市圏              | 上野 都市圏              | 上野 都市圏              | 伊賀 都市圏              | 伊賀 都市圏              | 伊賀 都市圏              | 南山城村        |
| 京都府   | 和束町       | -                        | -                        | -                        | -                        | -                        | 大阪 都市圏 1223万8814人 | 大阪 都市圏 1207万8820人 | 和束町          |
| 京都府   | 笠置町       | 大阪 都市圏 1117万0018人 | 大阪 都市圏 1184万2283人 | 大阪 都市圏 1200万7663人 | 大阪 都市圏 1211万6540人 | 大阪 都市圏 1215万6918人 | 大阪 都市圏 1223万8814人 | 大阪 都市圏 1207万8820人 | 笠置町          |
| 京都府   | 精華町       | 大阪 都市圏 1117万0018人 | 大阪 都市圏 1184万2283人 | 大阪 都市圏 1200万7663人 | 大阪 都市圏 1211万6540人 | 大阪 都市圏 1215万6918人 | 大阪 都市圏 1223万8814人 | 大阪 都市圏 1207万8820人 | 精華町          |
| 大阪府   | 大阪市       | 大阪 都市圏 1117万0018人 | 大阪 都市圏 1184万2283人 | 大阪 都市圏 1200万7663人 | 大阪 都市圏 1211万6540人 | 大阪 都市圏 1215万6918人 | 大阪 都市圏 1223万8814人 | 大阪 都市圏 1207万8820人 | 大阪市          |
| 大阪府   | 東大阪市     | 大阪 都市圏 1117万0018人 | 大阪 都市圏 1184万2283人 | 大阪 都市圏 1200万7663人 | 大阪 都市圏 1211万6540人 | 大阪 都市圏 1215万6918人 | 大阪 都市圏 1223万8814人 | 大阪 都市圏 1207万8820人 | 東大阪市        |
| 大阪府   | 門真市       | 大阪 都市圏 1117万0018人 | 大阪 都市圏 1184万2283人 | 大阪 都市圏 1200万7663人 | 大阪 都市圏 1211万6540人 | 大阪 都市圏 1215万6918人 | 大阪 都市圏 1223万8814人 | 大阪 都市圏 1207万8820人 | 門真市          |
| 大阪府   | 守口市       | 大阪 都市圏 1117万0018人 | 大阪 都市圏 1184万2283人 | 大阪 都市圏 1200万7663人 | 大阪 都市圏 1211万6540人 | 大阪 都市圏 1215万6918人 | 大阪 都市圏 1223万8814人 | 大阪 都市圏 1207万8820人 | 守口市          |
| 大阪府   | 堺市         | 大阪 都市圏 1117万0018人 | 大阪 都市圏 1184万2283人 | 大阪 都市圏 1200万7663人 | 大阪 都市圏 1211万6540人 | 大阪 都市圏 1215万6918人 | 大阪 都市圏 1223万8814人 | 大阪 都市圏 1207万8820人 | 堺市            |
| 大阪府   | 美原町       | 大阪 都市圏 1117万0018人 | 大阪 都市圏 1184万2283人 | 大阪 都市圏 1200万7663人 | 大阪 都市圏 1211万6540人 | 大阪 都市圏 1215万6918人 | 大阪 都市圏 1223万8814人 | 大阪 都市圏 1207万8820人 | 堺市            |
| 大阪府   | 岸和田市     | 大阪 都市圏 1117万0018人 | 大阪 都市圏 1184万2283人 | 大阪 都市圏 1200万7663人 | 大阪 都市圏 1211万6540人 | 大阪 都市圏 1215万6918人 | 大阪 都市圏 1223万8814人 | 大阪 都市圏 1207万8820人 | 岸和田市        |
| 大阪府   | 豊中市       | 大阪 都市圏 1117万0018人 | 大阪 都市圏 1184万2283人 | 大阪 都市圏 1200万7663人 | 大阪 都市圏 1211万6540人 | 大阪 都市圏 1215万6918人 | 大阪 都市圏 1223万8814人 | 大阪 都市圏 1207万8820人 | 豊中市          |
| 大阪府   | 池田市       | 大阪 都市圏 1117万0018人 | 大阪 都市圏 1184万2283人 | 大阪 都市圏 1200万7663人 | 大阪 都市圏 1211万6540人 | 大阪 都市圏 1215万6918人 | 大阪 都市圏 1223万8814人 | 大阪 都市圏 1207万8820人 | 池田市          |
| 大阪府   | 吹田市       | 大阪 都市圏 1117万0018人 | 大阪 都市圏 1184万2283人 | 大阪 都市圏 1200万7663人 | 大阪 都市圏 1211万6540人 | 大阪 都市圏 1215万6918人 | 大阪 都市圏 1223万8814人 | 大阪 都市圏 1207万8820人 | 吹田市          |
| 大阪府   | 泉大津市     | 大阪 都市圏 1117万0018人 | 大阪 都市圏 1184万2283人 | 大阪 都市圏 1200万7663人 | 大阪 都市圏 1211万6540人 | 大阪 都市圏 1215万6918人 | 大阪 都市圏 1223万8814人 | 大阪 都市圏 1207万8820人 | 泉大津市        |
| 大阪府   | 高槻市       | 大阪 都市圏 1117万0018人 | 大阪 都市圏 1184万2283人 | 大阪 都市圏 1200万7663人 | 大阪 都市圏 1211万6540人 | 大阪 都市圏 1215万6918人 | 大阪 都市圏 1223万8814人 | 大阪 都市圏 1207万8820人 | 高槻市          |
| 大阪府   | 貝塚市       | 大阪 都市圏 1117万0018人 | 大阪 都市圏 1184万2283人 | 大阪 都市圏 1200万7663人 | 大阪 都市圏 1211万6540人 | 大阪 都市圏 1215万6918人 | 大阪 都市圏 1223万8814人 | 大阪 都市圏 1207万8820人 | 貝塚市          |
| 大阪府   | 枚方市       | 大阪 都市圏 1117万0018人 | 大阪 都市圏 1184万2283人 | 大阪 都市圏 1200万7663人 | 大阪 都市圏 1211万6540人 | 大阪 都市圏 1215万6918人 | 大阪 都市圏 1223万8814人 | 大阪 都市圏 1207万8820人 | 枚方市          |
| 大阪府   | 茨木市       | 大阪 都市圏 1117万0018人 | 大阪 都市圏 1184万2283人 | 大阪 都市圏 1200万7663人 | 大阪 都市圏 1211万6540人 | 大阪 都市圏 1215万6918人 | 大阪 都市圏 1223万8814人 | 大阪 都市圏 1207万8820人 | 茨木市          |
| 大阪府   | 八尾市       | 大阪 都市圏 1117万0018人 | 大阪 都市圏 1184万2283人 | 大阪 都市圏 1200万7663人 | 大阪 都市圏 1211万6540人 | 大阪 都市圏 1215万6918人 | 大阪 都市圏 1223万8814人 | 大阪 都市圏 1207万8820人 | 八尾市          |
| 大阪府   | 泉佐野市     | 大阪 都市圏 1117万0018人 | 大阪 都市圏 1184万2283人 | 大阪 都市圏 1200万7663人 | 大阪 都市圏 1211万6540人 | 大阪 都市圏 1215万6918人 | 大阪 都市圏 1223万8814人 | 大阪 都市圏 1207万8820人 | 泉佐野市        |
| 大阪府   | 富田林市     | 大阪 都市圏 1117万0018人 | 大阪 都市圏 1184万2283人 | 大阪 都市圏 1200万7663人 | 大阪 都市圏 1211万6540人 | 大阪 都市圏 1215万6918人 | 大阪 都市圏 1223万8814人 | 大阪 都市圏 1207万8820人 | 富田林市        |
| 大阪府   | 寝屋川市     | 大阪 都市圏 1117万0018人 | 大阪 都市圏 1184万2283人 | 大阪 都市圏 1200万7663人 | 大阪 都市圏 1211万6540人 | 大阪 都市圏 1215万6918人 | 大阪 都市圏 1223万8814人 | 大阪 都市圏 1207万8820人 | 寝屋川市        |
| 大阪府   | 河内長野市   | 大阪 都市圏 1117万0018人 | 大阪 都市圏 1184万2283人 | 大阪 都市圏 1200万7663人 | 大阪 都市圏 1211万6540人 | 大阪 都市圏 1215万6918人 | 大阪 都市圏 1223万8814人 | 大阪 都市圏 1207万8820人 | 河内長野市      |
| 大阪府   | 松原市       | 大阪 都市圏 1117万0018人 | 大阪 都市圏 1184万2283人 | 大阪 都市圏 1200万7663人 | 大阪 都市圏 1211万6540人 | 大阪 都市圏 1215万6918人 | 大阪 都市圏 1223万8814人 | 大阪 都市圏 1207万8820人 | 松原市          |
| 大阪府   | 大東市       | 大阪 都市圏 1117万0018人 | 大阪 都市圏 1184万2283人 | 大阪 都市圏 1200万7663人 | 大阪 都市圏 1211万6540人 | 大阪 都市圏 1215万6918人 | 大阪 都市圏 1223万8814人 | 大阪 都市圏 1207万8820人 | 大東市          |
| 大阪府   | 和泉市       | 大阪 都市圏 1117万0018人 | 大阪 都市圏 1184万2283人 | 大阪 都市圏 1200万7663人 | 大阪 都市圏 1211万6540人 | 大阪 都市圏 1215万6918人 | 大阪 都市圏 1223万8814人 | 大阪 都市圏 1207万8820人 | 和泉市          |
| 大阪府   | 箕面市       | 大阪 都市圏 1117万0018人 | 大阪 都市圏 1184万2283人 | 大阪 都市圏 1200万7663人 | 大阪 都市圏 1211万6540人 | 大阪 都市圏 1215万6918人 | 大阪 都市圏 1223万8814人 | 大阪 都市圏 1207万8820人 | 箕面市          |
| 大阪府   | 柏原市       | 大阪 都市圏 1117万0018人 | 大阪 都市圏 1184万2283人 | 大阪 都市圏 1200万7663人 | 大阪 都市圏 1211万6540人 | 大阪 都市圏 1215万6918人 | 大阪 都市圏 1223万8814人 | 大阪 都市圏 1207万8820人 | 柏原市          |
| 大阪府   | 羽曳野市     | 大阪 都市圏 1117万0018人 | 大阪 都市圏 1184万2283人 | 大阪 都市圏 1200万7663人 | 大阪 都市圏 1211万6540人 | 大阪 都市圏 1215万6918人 | 大阪 都市圏 1223万8814人 | 大阪 都市圏 1207万8820人 | 羽曳野市        |
| 大阪府   | 摂津市       | 大阪 都市圏 1117万0018人 | 大阪 都市圏 1184万2283人 | 大阪 都市圏 1200万7663人 | 大阪 都市圏 1211万6540人 | 大阪 都市圏 1215万6918人 | 大阪 都市圏 1223万8814人 | 大阪 都市圏 1207万8820人 | 摂津市          |
| 大阪府   | 高石市       | 大阪 都市圏 1117万0018人 | 大阪 都市圏 1184万2283人 | 大阪 都市圏 1200万7663人 | 大阪 都市圏 1211万6540人 | 大阪 都市圏 1215万6918人 | 大阪 都市圏 1223万8814人 | 大阪 都市圏 1207万8820人 | 高石市          |
| 大阪府   | 藤井寺市     | 大阪 都市圏 1117万0018人 | 大阪 都市圏 1184万2283人 | 大阪 都市圏 1200万7663人 | 大阪 都市圏 1211万6540人 | 大阪 都市圏 1215万6918人 | 大阪 都市圏 1223万8814人 | 大阪 都市圏 1207万8820人 | 藤井寺市        |
| 大阪府   | 泉南市       | 大阪 都市圏 1117万0018人 | 大阪 都市圏 1184万2283人 | 大阪 都市圏 1200万7663人 | 大阪 都市圏 1211万6540人 | 大阪 都市圏 1215万6918人 | 大阪 都市圏 1223万8814人 | 大阪 都市圏 1207万8820人 | 泉南市          |
| 大阪府   | 四條畷市     | 大阪 都市圏 1117万0018人 | 大阪 都市圏 1184万2283人 | 大阪 都市圏 1200万7663人 | 大阪 都市圏 1211万6540人 | 大阪 都市圏 1215万6918人 | 大阪 都市圏 1223万8814人 | 大阪 都市圏 1207万8820人 | 四條畷市        |
| 大阪府   | 交野市       | 大阪 都市圏 1117万0018人 | 大阪 都市圏 1184万2283人 | 大阪 都市圏 1200万7663人 | 大阪 都市圏 1211万6540人 | 大阪 都市圏 1215万6918人 | 大阪 都市圏 1223万8814人 | 大阪 都市圏 1207万8820人 | 交野市          |
| 大阪府   | 狭山町       | 大阪 都市圏 1117万0018人 | 大阪 都市圏 1184万2283人 | 大阪 都市圏 1200万7663人 | 大阪 都市圏 1211万6540人 | 大阪 都市圏 1215万6918人 | 大阪 都市圏 1223万8814人 | 大阪 都市圏 1207万8820人 | 大阪狭山市      |
| 大阪府   | 阪南町       | 大阪 都市圏 1117万0018人 | 大阪 都市圏 1184万2283人 | 大阪 都市圏 1200万7663人 | 大阪 都市圏 1211万6540人 | 大阪 都市圏 1215万6918人 | 大阪 都市圏 1223万8814人 | 大阪 都市圏 1207万8820人 | 阪南市          |
| 大阪府   | 島本町       | 大阪 都市圏 1117万0018人 | 大阪 都市圏 1184万2283人 | 大阪 都市圏 1200万7663人 | 大阪 都市圏 1211万6540人 | 大阪 都市圏 1215万6918人 | 大阪 都市圏 1223万8814人 | 大阪 都市圏 1207万8820人 | 島本町          |
| 大阪府   | 豊能町       | 大阪 都市圏 1117万0018人 | 大阪 都市圏 1184万2283人 | 大阪 都市圏 1200万7663人 | 大阪 都市圏 1211万6540人 | 大阪 都市圏 1215万6918人 | 大阪 都市圏 1223万8814人 | 大阪 都市圏 1207万8820人 | 豊能町          |
| 大阪府   | 忠岡町       | 大阪 都市圏 1117万0018人 | 大阪 都市圏 1184万2283人 | 大阪 都市圏 1200万7663人 | 大阪 都市圏 1211万6540人 | 大阪 都市圏 1215万6918人 | 大阪 都市圏 1223万8814人 | 大阪 都市圏 1207万8820人 | 忠岡町          |
| 大阪府   | 熊取町       | 大阪 都市圏 1117万0018人 | 大阪 都市圏 1184万2283人 | 大阪 都市圏 1200万7663人 | 大阪 都市圏 1211万6540人 | 大阪 都市圏 1215万6918人 | 大阪 都市圏 1223万8814人 | 大阪 都市圏 1207万8820人 | 熊取町          |
| 大阪府   | 田尻町       | 大阪 都市圏 1117万0018人 | 大阪 都市圏 1184万2283人 | 大阪 都市圏 1200万7663人 | 大阪 都市圏 1211万6540人 | 大阪 都市圏 1215万6918人 | 大阪 都市圏 1223万8814人 | 大阪 都市圏 1207万8820人 | 田尻町          |
| 大阪府   | 岬町         | 大阪 都市圏 1117万0018人 | 大阪 都市圏 1184万2283人 | 大阪 都市圏 1200万7663人 | 大阪 都市圏 1211万6540人 | 大阪 都市圏 1215万6918人 | 大阪 都市圏 1223万8814人 | 大阪 都市圏 1207万8820人 | 岬町            |
| 大阪府   | 太子町       | 大阪 都市圏 1117万0018人 | 大阪 都市圏 1184万2283人 | 大阪 都市圏 1200万7663人 | 大阪 都市圏 1211万6540人 | 大阪 都市圏 1215万6918人 | 大阪 都市圏 1223万8814人 | 大阪 都市圏 1207万8820人 | 太子町          |
| 大阪府   | 河南町       | 大阪 都市圏 1117万0018人 | 大阪 都市圏 1184万2283人 | 大阪 都市圏 1200万7663人 | 大阪 都市圏 1211万6540人 | 大阪 都市圏 1215万6918人 | 大阪 都市圏 1223万8814人 | 大阪 都市圏 1207万8820人 | 河南町          |
| 大阪府   | 千早赤阪村   | 大阪 都市圏 1117万0018人 | 大阪 都市圏 1184万2283人 | 大阪 都市圏 1200万7663人 | 大阪 都市圏 1211万6540人 | 大阪 都市圏 1215万6918人 | 大阪 都市圏 1223万8814人 | 大阪 都市圏 1207万8820人 | 千早赤阪村      |
| 大阪府   | 能勢町       | -                        | -                        | -                        | -                        | -                        | 大阪 都市圏 1223万8814人 | -                        | 能勢町          |
| 兵庫県   | 尼崎市       | 大阪 都市圏 1117万0018人 | 大阪 都市圏 1184万2283人 | 大阪 都市圏 1200万7663人 | 大阪 都市圏 1211万6540人 | 大阪 都市圏 1215万6918人 | 大阪 都市圏 1223万8814人 | 大阪 都市圏 1207万8820人 | 尼崎市          |
| 兵庫県   | 西宮市       | 大阪 都市圏 1117万0018人 | 大阪 都市圏 1184万2283人 | 大阪 都市圏 1200万7663人 | 大阪 都市圏 1211万6540人 | 大阪 都市圏 1215万6918人 | 大阪 都市圏 1223万8814人 | 大阪 都市圏 1207万8820人 | 西宮市          |
| 兵庫県   | 芦屋市       | 大阪 都市圏 1117万0018人 | 大阪 都市圏 1184万2283人 | 大阪 都市圏 1200万7663人 | 大阪 都市圏 1211万6540人 | 大阪 都市圏 1215万6918人 | 大阪 都市圏 1223万8814人 | 大阪 都市圏 1207万8820人 | 芦屋市          |
| 兵庫県   | 伊丹市       | 大阪 都市圏 1117万0018人 | 大阪 都市圏 1184万2283人 | 大阪 都市圏 1200万7663人 | 大阪 都市圏 1211万6540人 | 大阪 都市圏 1215万6918人 | 大阪 都市圏 1223万8814人 | 大阪 都市圏 1207万8820人 | 伊丹市          |
| 兵庫県   | 宝塚市       | 大阪 都市圏 1117万0018人 | 大阪 都市圏 1184万2283人 | 大阪 都市圏 1200万7663人 | 大阪 都市圏 1211万6540人 | 大阪 都市圏 1215万6918人 | 大阪 都市圏 1223万8814人 | 大阪 都市圏 1207万8820人 | 宝塚市          |
| 兵庫県   | 川西市       | 大阪 都市圏 1117万0018人 | 大阪 都市圏 1184万2283人 | 大阪 都市圏 1200万7663人 | 大阪 都市圏 1211万6540人 | 大阪 都市圏 1215万6918人 | 大阪 都市圏 1223万8814人 | 大阪 都市圏 1207万8820人 | 川西市          |
| 兵庫県   | 猪名川町     | 大阪 都市圏 1117万0018人 | 大阪 都市圏 1184万2283人 | 大阪 都市圏 1200万7663人 | 大阪 都市圏 1211万6540人 | 大阪 都市圏 1215万6918人 | 大阪 都市圏 1223万8814人 | 大阪 都市圏 1207万8820人 | 猪名川町        |
| 兵庫県   | 三田市       | 三田 都市圏              | 大阪 都市圏 1184万2283人 | 大阪 都市圏 1200万7663人 | 大阪 都市圏 1211万6540人 | 大阪 都市圏 1215万6918人 | 大阪 都市圏 1223万8814人 | 大阪 都市圏 1207万8820人 | 三田市          |
| 兵庫県   | 吉川町       | 三田 都市圏              | 大阪 都市圏 1184万2283人 | 大阪 都市圏 1200万7663人 | 大阪 都市圏 1211万6540人 | 大阪 都市圏 1215万6918人 | 神戸 都市圏 243万1076人  | 神戸 都市圏 241万9973人  | 三木市          |
| 兵庫県   | 三木市       | 神戸 都市圏              | 神戸 都市圏              | 神戸 都市圏              | 神戸 都市圏              | 神戸 都市圏              | 神戸 都市圏 243万1076人  | 神戸 都市圏 241万9973人  | 三木市          |
| 兵庫県   | 篠山町       | -                        | -                        | -                        | -                        | -                        | -                        | -                        | 丹波篠山市      |
| 兵庫県   | 丹南町       | -                        | -                        | -                        | -                        | -                        | -                        | -                        | 丹波篠山市      |
| 兵庫県   | 西紀町       | -                        | -                        | -                        | -                        | -                        | -                        | -                        | 丹波篠山市      |
| 兵庫県   | 今田町       | 三田 都市圏              | 大阪 都市圏              | -                        | -                        | -                        | -                        | -                        | 丹波篠山市      |
| 奈良県   | 月ヶ瀬村     | 上野 都市圏              | 上野 都市圏              | 上野 都市圏              | 上野 都市圏              | 大阪 都市圏 1215万6918人 | 大阪 都市圏 1223万8814人 | 大阪 都市圏 1207万8820人 | 奈良市          |
| 奈良県   | 都祁村       | 天理 都市圏              | -                        | 大阪 都市圏 1200万7663人 | 大阪 都市圏 1211万6540人 | 大阪 都市圏 1215万6918人 | 大阪 都市圏 1223万8814人 | 大阪 都市圏 1207万8820人 | 奈良市          |
| 奈良県   | 奈良市       | 大阪 都市圏 1117万0018人 | 大阪 都市圏 1184万2283人 | 大阪 都市圏 1200万7663人 | 大阪 都市圏 1211万6540人 | 大阪 都市圏 1215万6918人 | 大阪 都市圏 1223万8814人 | 大阪 都市圏 1207万8820人 | 奈良市          |
| 奈良県   | 大和高田市   | 大阪 都市圏 1117万0018人 | 大阪 都市圏 1184万2283人 | 大阪 都市圏 1200万7663人 | 大阪 都市圏 1211万6540人 | 大阪 都市圏 1215万6918人 | 大阪 都市圏 1223万8814人 | 大阪 都市圏 1207万8820人 | 大和高田市      |
| 奈良県   | 大和郡山市   | 大阪 都市圏 1117万0018人 | 大阪 都市圏 1184万2283人 | 大阪 都市圏 1200万7663人 | 大阪 都市圏 1211万6540人 | 大阪 都市圏 1215万6918人 | 大阪 都市圏 1223万8814人 | 大阪 都市圏 1207万8820人 | 大和郡山市      |
| 奈良県   | 天理市       | 天理 都市圏              | 大阪 都市圏 1184万2283人 | 大阪 都市圏 1200万7663人 | 大阪 都市圏 1211万6540人 | 大阪 都市圏 1215万6918人 | 大阪 都市圏 1223万8814人 | 大阪 都市圏 1207万8820人 | 天理市          |
| 奈良県   | 橿原市       | 大阪 都市圏 1117万0018人 | 大阪 都市圏 1184万2283人 | 大阪 都市圏 1200万7663人 | 大阪 都市圏 1211万6540人 | 大阪 都市圏 1215万6918人 | 大阪 都市圏 1223万8814人 | 大阪 都市圏 1207万8820人 | 橿原市          |
| 奈良県   | 桜井市       | 大阪 都市圏 1117万0018人 | 大阪 都市圏 1184万2283人 | 大阪 都市圏 1200万7663人 | 大阪 都市圏 1211万6540人 | 大阪 都市圏 1215万6918人 | 大阪 都市圏 1223万8814人 | 大阪 都市圏 1207万8820人 | 桜井市          |
| 奈良県   | 御所市       | 大阪 都市圏 1117万0018人 | 大阪 都市圏 1184万2283人 | 大阪 都市圏 1200万7663人 | 大阪 都市圏 1211万6540人 | 大阪 都市圏 1215万6918人 | 大阪 都市圏 1223万8814人 | -                        | 御所市          |
| 奈良県   | 生駒市       | 大阪 都市圏 1117万0018人 | 大阪 都市圏 1184万2283人 | 大阪 都市圏 1200万7663人 | 大阪 都市圏 1211万6540人 | 大阪 都市圏 1215万6918人 | 大阪 都市圏 1223万8814人 | 大阪 都市圏              | 生駒市          |
| 奈良県   | 香芝町       | 大阪 都市圏 1117万0018人 | 大阪 都市圏 1184万2283人 | 大阪 都市圏 1200万7663人 | 大阪 都市圏 1211万6540人 | 大阪 都市圏 1215万6918人 | 大阪 都市圏 1223万8814人 | 大阪 都市圏              | 香芝市          |
| 奈良県   | 新庄町       | 大阪 都市圏 1117万0018人 | 大阪 都市圏 1184万2283人 | 大阪 都市圏 1200万7663人 | 大阪 都市圏 1211万6540人 | 大阪 都市圏 1215万6918人 | 大阪 都市圏 1223万8814人 | 大阪 都市圏              | 葛城市          |
| 奈良県   | 當麻町       | 大阪 都市圏 1117万0018人 | 大阪 都市圏 1184万2283人 | 大阪 都市圏 1200万7663人 | 大阪 都市圏 1211万6540人 | 大阪 都市圏 1215万6918人 | 大阪 都市圏 1223万8814人 | 大阪 都市圏              | 葛城市          |
| 奈良県   | 榛原町       | 大阪 都市圏 1117万0018人 | 大阪 都市圏 1184万2283人 | 大阪 都市圏 1200万7663人 | 大阪 都市圏 1211万6540人 | 大阪 都市圏 1215万6918人 | -                        | -                        | 宇陀市          |
| 奈良県   | 室生村       | 大阪 都市圏 1117万0018人 | 大阪 都市圏 1184万2283人 | 大阪 都市圏 1200万7663人 | 大阪 都市圏 1211万6540人 | -                        | -                        | -                        | 宇陀市          |
| 奈良県   | 菟田野町     | -                        | -                        | -                        | -                        | -                        | -                        | -                        | 宇陀市          |
| 奈良県   | 大宇陀町     | -                        | -                        | -                        | -                        | -                        | -                        | -                        | 宇陀市          |
| 奈良県   | 曽爾村       | -                        | -                        | 大阪 都市圏 1200万7663人 | 大阪 都市圏 1211万6540人 | 伊賀 都市圏              | 伊賀 都市圏              | 伊賀 都市圏              | 曽爾村          |
| 奈良県   | 御杖村       | -                        | -                        | 大阪 都市圏 1200万7663人 | 大阪 都市圏 1211万6540人 | 伊賀 都市圏              | 伊賀 都市圏              | 伊賀 都市圏              | 御杖村          |
| 奈良県   | 平群町       | 大阪 都市圏 1117万0018人 | 大阪 都市圏 1184万2283人 | 大阪 都市圏 1200万7663人 | 大阪 都市圏 1211万6540人 | 大阪 都市圏 1215万6918人 | 大阪 都市圏 1223万8814人 | 大阪 都市圏              | 平群町          |
| 奈良県   | 三郷町       | 大阪 都市圏 1117万0018人 | 大阪 都市圏 1184万2283人 | 大阪 都市圏 1200万7663人 | 大阪 都市圏 1211万6540人 | 大阪 都市圏 1215万6918人 | 大阪 都市圏 1223万8814人 | 大阪 都市圏              | 三郷町          |
| 奈良県   | 斑鳩町       | 大阪 都市圏 1117万0018人 | 大阪 都市圏 1184万2283人 | 大阪 都市圏 1200万7663人 | 大阪 都市圏 1211万6540人 | 大阪 都市圏 1215万6918人 | 大阪 都市圏 1223万8814人 | 大阪 都市圏              | 斑鳩町          |
| 奈良県   | 安堵町       | 大阪 都市圏 1117万0018人 | 大阪 都市圏 1184万2283人 | 大阪 都市圏 1200万7663人 | 大阪 都市圏 1211万6540人 | 大阪 都市圏 1215万6918人 | 大阪 都市圏 1223万8814人 | 大阪 都市圏              | 安堵町          |
| 奈良県   | 川西町       | 大阪 都市圏 1117万0018人 | 大阪 都市圏 1184万2283人 | 大阪 都市圏 1200万7663人 | 大阪 都市圏 1211万6540人 | 大阪 都市圏 1215万6918人 | 大阪 都市圏 1223万8814人 | 大阪 都市圏              | 川西町          |
| 奈良県   | 三宅町       | 大阪 都市圏 1117万0018人 | 大阪 都市圏 1184万2283人 | 大阪 都市圏 1200万7663人 | 大阪 都市圏 1211万6540人 | 大阪 都市圏 1215万6918人 | 大阪 都市圏 1223万8814人 | -                        | 三宅町          |
| 奈良県   | 田原本町     | 大阪 都市圏 1117万0018人 | 大阪 都市圏 1184万2283人 | 大阪 都市圏 1200万7663人 | 大阪 都市圏 1211万6540人 | 大阪 都市圏 1215万6918人 | 大阪 都市圏 1223万8814人 | 大阪 都市圏 1207万8820人 | 田原本町        |
| 奈良県   | 高取町       | 大阪 都市圏 1117万0018人 | 大阪 都市圏 1184万2283人 | 大阪 都市圏 1200万7663人 | 大阪 都市圏 1211万6540人 | 大阪 都市圏 1215万6918人 | 大阪 都市圏 1223万8814人 | 大阪 都市圏 1207万8820人 | 高取町          |
| 奈良県   | 明日香村     | 大阪 都市圏 1117万0018人 | 大阪 都市圏 1184万2283人 | 大阪 都市圏 1200万7663人 | 大阪 都市圏 1211万6540人 | 大阪 都市圏 1215万6918人 | 大阪 都市圏 1223万8814人 | 大阪 都市圏 1207万8820人 | 明日香村        |
| 奈良県   | 上牧町       | 大阪 都市圏 1117万0018人 | 大阪 都市圏 1184万2283人 | 大阪 都市圏 1200万7663人 | 大阪 都市圏 1211万6540人 | 大阪 都市圏 1215万6918人 | 大阪 都市圏 1223万8814人 | 大阪 都市圏 1207万8820人 | 上牧町          |
| 奈良県   | 王寺町       | 大阪 都市圏 1117万0018人 | 大阪 都市圏 1184万2283人 | 大阪 都市圏 1200万7663人 | 大阪 都市圏 1211万6540人 | 大阪 都市圏 1215万6918人 | 大阪 都市圏 1223万8814人 | 大阪 都市圏 1207万8820人 | 王寺町          |
| 奈良県   | 広陵町       | 大阪 都市圏 1117万0018人 | 大阪 都市圏 1184万2283人 | 大阪 都市圏 1200万7663人 | 大阪 都市圏 1211万6540人 | 大阪 都市圏 1215万6918人 | 大阪 都市圏 1223万8814人 | 大阪 都市圏 1207万8820人 | 広陵町          |
| 奈良県   | 河合町       | 大阪 都市圏 1117万0018人 | 大阪 都市圏 1184万2283人 | 大阪 都市圏 1200万7663人 | 大阪 都市圏 1211万6540人 | 大阪 都市圏 1215万6918人 | 大阪 都市圏 1223万8814人 | 大阪 都市圏 1207万8820人 | 河合町          |
| 和歌山県 | 橋本市       | 大阪 都市圏 1117万0018人 | 大阪 都市圏 1184万2283人 | 大阪 都市圏 1200万7663人 | 大阪 都市圏 1211万6540人 | 大阪 都市圏 1215万6918人 | 大阪 都市圏 1223万8814人 | 大阪 都市圏 1207万8820人 | 橋本市          |
| 和歌山県 | 高野口町     | -                        | 大阪 都市圏 1184万2283人 | 大阪 都市圏 1200万7663人 | 大阪 都市圏 1211万6540人 | 大阪 都市圏 1215万6918人 | 大阪 都市圏 1223万8814人 | 大阪 都市圏 1207万8820人 | 橋本市          |
| 和歌山県 | 九度山町     | -                        | 大阪 都市圏 1184万2283人 | 大阪 都市圏 1200万7663人 | 大阪 都市圏 1211万6540人 | 大阪 都市圏 1215万6918人 | 大阪 都市圏 1223万8814人 | 大阪 都市圏 1207万8820人 | 九度山町        |
| 和歌山県 | かつらぎ町   | -                        | -                        | -                        | -                        | -                        | 大阪 都市圏 1223万8814人 | 大阪 都市圏 1207万8820人 | かつらぎ町      |

- 1987年10月1日：南河内郡狭山町が市制施行して大阪狭山市となった。
- 1991年10月1日
  - 泉南郡阪南町が市制施行して阪南市となった。
  - 北葛城郡香芝町が市制施行して香芝市となった。
- 1999年4月1日：多紀郡今田町・篠山町・丹南町・西紀町の4町が合併して篠山市となった。
- 2004年
  - 10月1日：北葛城郡新庄町・當麻町の2町が合併して葛城市となった。
  - 11月1日：上野市、名賀郡青山町、阿山郡伊賀町・阿山町・大山田村・島ヶ原村の1市3町1村が合併して伊賀市となった。
- 2005年
  - 2月1日：堺市が南河内郡美原町を編入した。
  - 4月1日：奈良市が山辺郡都祁村、添上郡月ヶ瀬村を編入した。
  - 10月24日：三木市が美嚢郡吉川町を編入した。
- 2006年
  - 1月1日：宇陀郡榛原町・室生村・大宇陀町・菟田野町の3町1村が合併して宇陀市となった。
  - 3月1日：橋本市、伊都郡高野口町の1市1町が合併して橋本市となった。
- 2007年3月12日：相楽郡木津町・加茂町・山城町の3町が合併して木津川市となった。
- 2019年5月1日：篠山市が改称し、丹波篠山市となった。

### 国土交通省
都市間の距離が20km以内であり、人口10万人以上で昼夜間人口比率が1以上である、大阪市と東大阪市・守口市・門真市・大東市を核都市として大阪・東大阪・守口・門真・大東都市圏を設定する。5都市への通勤通学者が全通勤通学者の5%以上または500人以上の市町村を範囲とする。